# Extremypena
Extremypena là một chi bướm đêm thuộc họ Erebidae.